# Hendrey Tibor
Hendrey Tibor 1954-ben született Budapesten. 

## Pályafutása
Az érettségi után rövid időn belül a divatszakmában sikereket ért el, és 1979-ben megnyitotta Kék Elefánt Boutique nevű butikját. Az üzlet saját tervezésű kollekcióval működött.
Hendrey Tibor az 1990-es évek elejétől lényegileg abbahagyta a divatszakmát érintő tevékenységét, és felszámolta a Kék Elefánt Boutique-ot. Az 1980-as évek végétől érdeklődési köre a szellemi tradíció irányába fordult, ami elsősorban Noszlopi László, Pap Gábor, Molnár V. József, Mireisz László előadásiból merített tápanyagot. Az 1991-ben megalakult A Tan Kapuja Buddhista Egyház egyik alapító tagja lett 108-ad magával. Az egyház megalakulásával szinte egy időben megkezdte működését A Tan Kapuja Buddhista Főiskola is, amelynek  Hendrey Tibor a buddhista tanító szakon öt évig hallgatója volt, tanulmányait 1996-ban itt fejezte be.
Főiskolai tanulmányai alatt járt Magyarországon Őszentsége a XIV. Dalai Láma, amely látogatást követően nyitotta meg kapuit Budapesten A Tibet Ház alapítvány. Ebben az időben merült fel az az elképzelés, hogy Magyarországon ideje megnyitni egy Tibet politikai és kulturális érdekeit képviselő, hazai polgárok támogatásával működő szervezetet. Ennek létrehozására Hendrey Tibort kérték fel, aki 1994-ben Tibetet Segítő Társaság néven megalapította szervezetét alapítványi formában. Az alapítvány célkitűzéseit az alapító a következőképpen fogalmazta meg: „Az Alapítvány célja, hogy terjessze és népszerűsítse a tibeti kultúrát. Teret adjon a Tibetből és Tibetről érkező naprakész információk torzítatlan közvetítésének Magyarországon. Az Alapítvány hozzájárul a két ország hasonló történelmi múltja miatt is fontos kutatásokhoz, a tibeti magaskultúra tanulmányozásához és védelméhez, a Kőrösi Csoma Sándor által megkezdett világi és vallási kapcsolatkeresésen keresztül.”
1998-ban alakult meg A Tibeti Együttérzők zenekar Hendrey Tibor vezetésével, amely számos meditatív koncertet adott különböző fesztiválokon. Hendrey Tibor egyben költő és zongoraművész.
Hendrey Tibor és a Tibetet Segítő Társaság kezdeményezésére két ízben is a magyar Parlament elé lett terjesztve egy a tibeti helyzetet érintő határozati javaslat, ami a nagypolitika érdekei miatt egyszer sem lett tárgysorozatba véve. Két alkalommal Hendrey Tibor az alapítvány nevében személyesen is meghívta őszentségét, 2000-ben a Karma Kagyü Buddhista egyházzal közösen. Mindkét alkalommal a szervezés és a vendéglátás magyarországi buddhista egyházak közös munkájának eredménye volt. A 2010-es második meghívás alkalmával Hendrey Tibor Budapest akkori főpolgármesterénél közbenjárt a Dalai Láma díszpolgárrá avatásának érdekében, amit Őszentsége az itt tartózkodása alatt el is nyert. Hendrey Tibor tagja a Magyar Parlament Magyar-Tibeti Baráti társaságának, amelyben, pártállástól elvileg független, parlamenti képviselők lobbiznak Tibetért.
Hendrey Tibor szerkeszti a Cartaphilus Kiadó A Tibeti Hagyomány Könyvei sorozatot is, amelyben a tibeti tradíció írásai jelennek meg.

## Magánélete
Feleségével él együtt, két leánygyermek édesapja.